# Rapawy Ignác
Rapawy Ignác, OFM (Komárom, 1817. – Pozsony, 1860. május 9.) ferences szerzetes, házfőnök.

## Élete
1832-ben lépett be mariánus rendtartományba és 1840-ben szentelték fel. Egy ideig bölcseleti, majd teológiai lektor, egyszersmind Pozsonyban házfőnök volt. Végül 1858-ban a rend kormányzó titkára lett.

## Munkái
- Szerafikus szent Ferencz atyánk regulája, melyet magyar fordításban ft. Golessény Pantaleo, Boldog-Asszonyról czímzett sz. Ferencz-rendi tartományfőnökének rendeletéből sajtó alá készített. Pozsony, 1859
- Szerafikus sz. Ferencz atyánk harmadik rendje. Uo. 1859